# Sophie Hannah

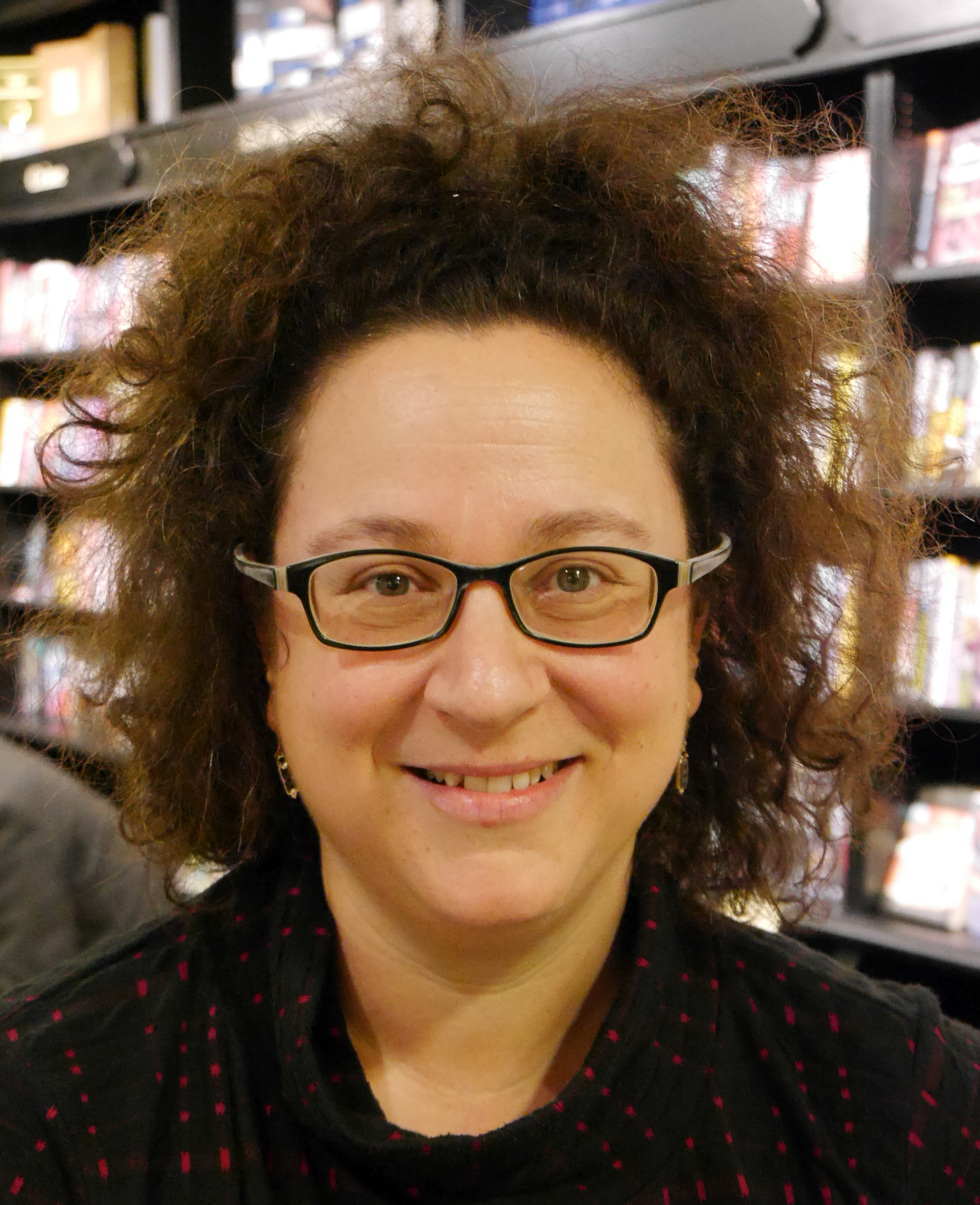
Sophie Hannah, 2018

Sophie Hannah (* 28. Juni 1971 in Manchester, England) ist eine englische Autorin.

## Leben
Hannah ging in Didsbury zur Schule und besuchte anschließend die University of Manchester. Einen ersten Band mit ihren Gedichten veröffentlichte sie im Jahre 1995. Von 1997 bis 1999 war sie Fellow Commoner im Fach Creative Arts am Trinity College (Cambridge). Von 1999 bis 2001 war sie Dozentin am Wolfson College (Oxford).
Hannahs Gedichte sind im gesamten Vereinigten Königreich Lehrstoff an einigen Höheren Schulen. Seit den 1990er Jahren wurden mehrere Gedichtbände, zwei Kinderbücher, Romane und eine Anzahl von Kriminalromanen bzw. Psychothrillern der Autorin veröffentlicht. Sie lebt mit ihrem Mann und den gemeinsamen zwei Kindern in Cambridge.

## Veröffentlichungen

### Gedichte
- Early Bird Blues, Privatdruck, 1993.
- Second Helping of Your Heart, Privatdruck, 1994.
- The Hero and the Girl Next Door. Carcanet Press, 1995.
- Love Me Slender. Poems About Love. 2000.
- Pessimism for Beginners. Carcanet Press, 2007.

### Kinderbücher
- Carrot the Goldfish. 1992.
- The Box Room. Poems for Children. 2001.

### Romane
- Gripless. 1999.
  - deutsch von Wolfdietrich Müller: Reine Nervensache: Ullstein, München 2000, ISBN 3-548-24822-5.
- Cordial and Corrosive: An Unfairy Tale. 2000.
  - deutsch von Ulrike Bischoff: Die Freiheit nehm ich mir, Ullstein, München 2001, ISBN 3-548-25268-0.
- The Superpower of Love. 2002.
  - deutsch von Marie Rahn: Abgeschossen. Ullstein, München 2004, ISBN 3-548-25805-0.

### Kriminalromane und Psychothriller

#### Waterhouse & Zailer
- Little Face. Hodder & Stoughton, 2006.
  - deutsch von Anke Angelika Grube: Still, Still, Psychothriller. Bastei Lübbe, Köln 2009, ISBN 978-3-404-15979-6.
- Hurting Distance. Hodder & Stoughton, 2007.
  - deutsch von Anke Angela Grube: Schattenmesser, Psychothriller. Bastei Lübbe, Köln 2010, ISBN 978-3-404-16364-9.
- The Point of Rescue. Hodder & Stoughton, 2008.
  - deutsch von Anke Angela Grube: Nimmermehr, Psychothriller. Bastei Lübbe, Köln 2010, ISBN 978-3-404-16528-5.
- The Other Half Lives. Hodder & Stoughton, 2009.
  - deutsch von Anke Angela Grube: Totes Herz, Psychothriller. Bastei Lübbe, Köln 2012, ISBN 978-3-404-16617-6.
- A Room Swept White. Hodder & Stoughton, 2010.
  - deutsch von Anke Angela Grube: Das Schweigen der Kinder, Psychothriller. Bastei Lübbe, Köln 2014, ISBN 978-3-404-17080-7.
- Lasting Damage. Hodder & Stoughton, 2011.
  - deutsch von Anke Angela Grube: Das fremde Haus, Psychothriller. Bastei Lübbe, Köln 2013, ISBN 978-3-404-16769-2.
- Kind of Cruel. Hodder & Stoughton, 2012.
  - deutsch von Anke Angela Grube: Der kalte Schlaf, Psychothriller. Bastei Lübbe, Köln 2014, ISBN 978-3-404-16920-7.
- The Carrier. Hodder & Stoughton, 2013.
  - deutsch von Anke Angela Grube: Der sanfte Mörder, Psychothriller. Bastei Lübbe, Köln 2015, ISBN 978-3-404-17287-0.
- The Telling Error. Hodder & Stoughton, 2014.
  - deutsch von Anke Angela Grube: Der unsichtbare Freund, Psychothriller. Bastei Lübbe, Köln 2017, ISBN 978-3-404-17436-2.
- The Narrow Bed. Hodder & Stoughton, 2016.

#### Hercule Poirot
- The Monogram Murders. 2014.
  - deutsch von Giovanni und Ditte Bandini: Die Monogramm-Morde. Ein neuer Fall für Hercule Poirot. Hoffmann & Campe 2014.[1]
- Closed Casket. 2016. (Hercule Poirot)
  - deutsch von Giovanni und Ditte Bandini: Der offene Sarg. Ein neuer Fall für Hercule Poirot. Atlantik Verlag, Hamburg 2016, ISBN 978-3-455-60053-7.
- The Mystery of Three Quarters. 2018.
  - deutsch von Giovanni und Ditte Bandini: Das Geheimnis der vier Briefe: Ein neuer Fall für Hercule Poirot.  Atlantik Verlag, Hamburg 2019, ISBN 978-3-455-00550-9
- Killings at Kingfisher Hill, 2020.

#### Andere
- The Orphan Choir. 2013.
- A Game for All The Family. 2015.
- Did You See Melody?. 2017.

### Übersetzungen
- Tove Jansson: The Book about Moomin, Mymble and Little My. (deutsch: Muminm wie wird's weitergehen?)